# ФБР (телесеріал, 2018)
«ФБР» (англ. FBI) — американський кримінальний драматичний телесеріал, створений Діком Вулфом і Крейгом Терком, який транслюється на CBS, де його прем'єра відбулася 25 вересня 2018 року. Виробництвом серіалу займаються Wolf Entertainment, CBS Studios і Universal Television разом з Діком Вульфом. Артур В. Форні, Пітер Янковскі та Терк, які виступають виконавчими продюсерами.
20 вересня 2017 року ФБР отримало комісію прямого випуску серіалу на 13 епізодів.У січні 2019 року CBS продовжив телесеріал на другий сезон прем'єра якого відбулась 24 вересня 2019 року. У травні 2020 року CBS продовжила серіал на третій сезон. Прем'єра третього сезону відбулася 17 листопада 2020 року. У березні 2021 року CBS продовжила серіал на четвертий сезон, прем'єра якого відбулася 21 вересня 2021 року. У травні 2022 року CBS продовжила серіал на п'ятий і шостий сезони. Прем'єра п'ятого сезону відбулася 20 вересня 2022 р. Прем'єра шостого сезону відбулась 13 лютого 2024 р. В квітні 2024 року телесеріал було продовжено на три сезони.

## Сюжет
У центрі серіалу — внутрішня робота кримінального відділу нью -йоркського офісу Федерального бюро розслідувань (ФБР). Цей елітний підрозділ використовує всі свої таланти, інтелект і технічний досвід у великих справах, щоб зберегти Нью-Йорк і країну в безпеці. Спеціальний агент Меггі Белл, яка народилася в сім'ї правоохоронців із кількох поколінь, глибоко віддана людям, з якими вона працює, а також тим, кого вона захищає. Її напарником є спеціальний агент Омар Адом «O. A.» Зідан, випускник Вест-Пойнта з Квінса, який провів два роки під прикриттям для DEA, перш ніж бути обраним ФБР. Наглядає за ними спеціальний уповноважений агент Дана Мосьєр, яка діє під сильним тиском і має незаперечні командні повноваження. До команди також входить помічник відповідального спеціального агента Джубал Валентайн, нервовий центр офісу, здатність якого легко спілкуватися з начальством і підлеглими робить його найкращим мотиватором. Крістен Хазал — найцінніший ресурс для команди, блискучий аналітик, який закінчив коледж і може скласти загальну картину швидше за всіх. Ці першокласні агенти наполегливо розслідують справи, включаючи тероризм, організовану злочинність і контррозвідку.
Починаючи з другого сезону, Стюарт Скола, колишній працівник фінансової компанії протягом 7 років, який став спеціальним агентом, приєднується до команди та співпрацює з Крістен, яка одночасно переходить на польову роботу. Крім того, Ізобель Кастило займе місце Мосьє на посаді супервайзера команди після того, як останній пішов на пенсію. На початку 3 сезону Крістен переїжджає до Далласа, штат Техас, і її замінює Тіффані Воллес, колишній офіцер поліції Нью-Йорка та спеціальний агент відділу білих комірців.

## Список сезонів
| Сезон | Епізоди | Епізоди | Оригінальний показ | Оригінальний показ |
| Сезон | Епізоди | Епізоди | Перший показ       | Останній показ     |
| ----- | ------- | ------- | ------------------ | ------------------ |
| 1     | 22      | 22      | 25 вересня 2018    | 14 травня 2019     |
| 2     | 19      | 19      | 24 вересня 2019    | 31 березня 2020    |
| 3     | 15      | 15      | 17 листопада 2020  | 25 травня 2021     |
| 4     | 21      | 21      | 21 вересня 2021    | 17 травня 2022     |
| 5     | 23      | 23      | 20 вересня 2022    | 23 травня 2023     |
| 6     | 13      | 13      | 13 лютого 2024     | 21 травня 2024     |
| 7     | 22      | 22      | 15 жовтня 2024     | 20 травня 2025     |